# Ermione

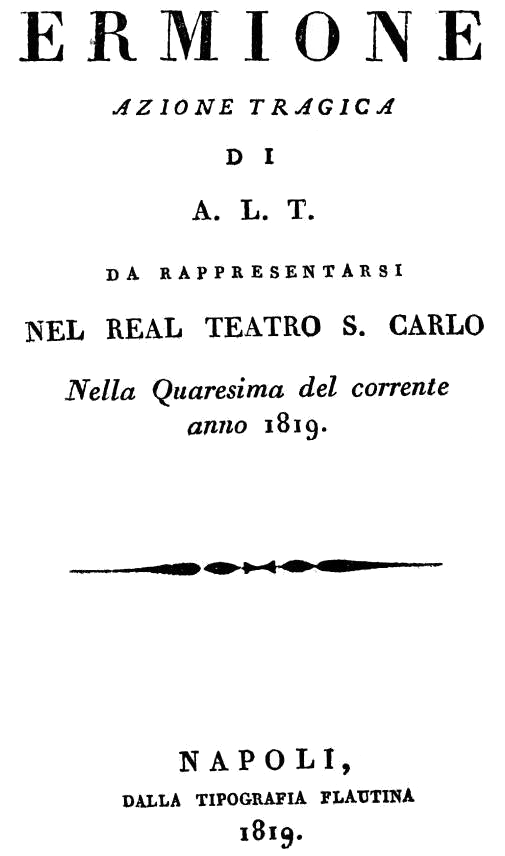
Librettots titelsida, Neapel 1819.

Ermione (Hermione) är en opera (azione tragica) i två akter med musik av Gioacchino Rossini. Librettot av Andrea Leone Tottola bygger på Jean Racines drama Andromaque (1667).

## Historia
Tottolas libretto går tillbaka på Euripides historia om den grekiska prinsessan Andromache. Men Tottola direkta förlaga var ändå Racines tragedi från 1667, vilken han ändrade på flera punkter, som att Hektors son Astyanax överlevde det trojanska kriget och fungerade som kung Pirros marionettfigur. Operan hade premiär den 27 mars 1819 på Teatro San Carlo i Neapel men spelades endast sju gånger. 

## Personer
- Ermione (Hermione), dotter till den sköna Helena och kung Menelaus (sopran)
- Andromaca (Andromache), Hektors änka (kontraalt)
- Pirro, (Neoptolemos) son till Akilles och kung av Epirus (tenor)
- Oreste (Orestes), son till kung Agamemnon (tenor
- Pilade (Pylades), Orestes vän (tenor)
- Cleone, Ermiones förtrogna (mezzosopran)
- Fenicio, Pirros lärare (bas)
- Cefisa, Andromacas förtrogna (kontraalt)
- Attalo, Pirros förtrogne (tenor)
- Astianatte (Astyanax), Andromacas son (stum roll)

## Handling
Akt I
Oreste anländer till kung Pirros hov med sin delegation. De önskar Astianattes död så denne inte kan hämnas sin döde fader Hector. Kung Pirros använder pojken som en schackpjäs och förmår gossens mor Andromaca att gifta sig med honom.
Akt 
Pirros hustru Ermione spelar med Orestes känslor för att förmå honom att döda Pirros. Oreste återvänder efter uträttat dåd med blodig dolk. Han beskriver mordet för den förskräckta Ermione. Hon vänder sig mot Oreste och förebrår honom för att han inte förstod att hon ännu älskade Pirros. Tillsammans åkallar de hämndandarna. Ermione beklagar sig medan Oreste ger sig av med grekerna.

## Musiken
Orkestern består av:
- Träblås: två flöjter (två piccolaflöjter), två oboer (engelskt horn), två klarinetter, två fagotter
- Bleckblås: fyra valthorn, två trumpeter, tre tromboner
- Slagverk: pukor, bastrumma, cymbal, triangel
- Stråkar
- Basso continuo
- Blåsarensemble på scen

Operan innehåller följande musiknummer:
- Ouvertyr med kör

Akt I
- Nr. 1 Introduktion (kör, Fenicio, Andromaca, Cefisa, Attalo): "Troja! qual fosti un dì!" (Scen 1)
- Nr. 2 Kör (Cleone): "Dall'Oriente l'astro del giorno" (Scen 2)
- Nr. 3 Duett med kör (Ermione, Pirro): "Non proseguir! comprendo!" (Scen 2)
- Nr. 4 Cavatina med Pertichini (Oreste, Pilade): "Reggia abborrita!" (Scen 3)
- Nr. 5 Marsch, scene och cavatina med kör (Pirro): "Balena in man del figlio" (Scen 4)
- Nr. 6 Final I: 
  - Duettino (Ermione, Oreste): "Amarti?" (Scen 5)
  - Marsch och kör "Alfin l'eroe da forte" (Scen 6)
  - Övergång (Pirro, Cleone, Pilade, Fenicio, Andromaca, Cefisa, Attalo, Oreste, Ermione): "Dal valor de' detti tuoi"
  - Nonett (Ermione, Pilade, Pirro, Andromaca, Oreste, Cleone, Cefisa, Attalo, Fenicio): "Sperar poss'io?"
  - Tempo di mezzo (Pirro, Andromaca, Ermione, Oreste, Pilade, Fenicio): "A me Astianatte!"
  - Stretta (Ermione, Pirro, Cleone, Cefisa, Oreste, Pilade, Attalo, Andromaca, Fenicio, Chor): "Pirro, deh serbami la fè giurata"

Akt II
- Nr. 8 Duett (Andromaca, Pirro): "Ombra del caro sposo" (Scen 1)
- Nr. 9 Scen (Ermione): 
  - Recitativ (Ermione): "Essa corre al trionfo!" (Scen 2)
  - Arioso (Ermione): "Dì che vedesti piangere"
  - Övergång (Fenicio, Cleone, Ermione): "Ah, voglia il ciel"
  - Arioso (Ermione): "Amata, l'amai"
  - Övergång „Ma che ascolto?“, Marsch och kör (Cleone, Ermione): "Premia o Amore sì bella costanza"
  - Arioso (Ermione): "Un'empia mel rapì!"
  - Tempo di mezzo (kör, Ermione, Oreste): "Il tuo dolor ci affretta" (Scen 3)
  - Stretta (Ermione, Cleone, Chor): "Se a me nemiche, o stelle"
- Nr. 10 Duettino (Fenicio, Pilade): "A così trista immagine" (Scen 4)
- Nr. 11 Final II (Ermione, Oreste, Pilade, kör): "Che feci? Ove son?" (Scen 5)

Liksom i sin tidigare opera Ricciardo e Zoraide har Ermione ingen regelrätt utbytbar ouvertyr, utan en som är anpassad till verkets karaktär. Strax innan ridån går upp avbryts musiken av de tillfångatagna trojanernas klagosång "Troja! qual fosti un dì!". Delar av ouvertyren återanvände Rossini senare i ouvertyrerna till Eduardo e Cristina och Matilde di Shabran.